# Monique Brossard-Le Grand
Pour les articles homonymes, voir Brossard et Le Grand.
Monique Brossard-Le Grand, née le 8 janvier 1927 à Bègles et morte le 25 juin 2016 à Boulogne-Billancourt, est une chirurgienne et psychiatre française, auteur de nombreux livres.
Elle vit rue du Renard à Rouen puis à Boulogne-Billancourt avec de fréquents séjours à Val-d'Isère.

## Ouvrages
- Chienne de vie, je t'aime !, Le Centurion, 1981
- Vive l'hôpital, France loisirs, 1984
- À nous deux la vie !, Le Centurion, 1985
- Le Sein ou La Vie des femmes, 1990
- Zem Zem, mon enfant d’Éthiopie, Paris, Éd. no 1, 1990

- Prix Eugène-Étienne 1990 de l’Académie des sciences d’outre-mer
- Le Parapluie de Sakéo, Édition n°1, 1992
- On a volé Conférence !,  L'Archipel, 1993
- La Vie trampoline, Bayard, 1996
- Élise des montagnes, J.-C. Lattès, 1998
- Mourir dans l'amour,  J.-C. Lattès, 1999
- Marie des torrents, J.-C. Lattès, 2001
- Yami, L'Archipel, 2002
- La Demoiselle des glaciers, V.D.B., 2003
- Le Sein et ses secrets, Rocher, 2004
- Je t'aime encore la vie, J.-C. Lattès, 2005